# 行政管理庁
行政管理庁（ぎょうせいかんりちょう）は、かつて存在した日本の行政機関。日本の行政機関の機構・定員の管理、統計制度の管理、行政機関に対する調査勧告や監察及び行政評価などを行っていた総理府の外局。大臣庁であり長は国務大臣である行政管理庁長官。現在は、総務省行政管理局・行政評価局となっている。

## 概要
行政管理庁は、戦後新設された省庁であることから、人材を各省から寄せ集めたが、将来性がない役所だと認識されていたため、各省は行政管理庁に優秀な人材を送り込まず、結果的に余り者やハミ出し者ばかりの役所になってしまい、いつまで経ってもまとまりがない役所だったという。特に、旧内務省で二流、三流の官僚だった者や、南方、朝鮮、台湾から引き揚げた官僚の中でも優秀ではないと判断された者が吹き寄せられたという。

## 前史・沿革
- 1946年10月28日、内閣の臨時組織として行政調査部を設置。組織形態は、総裁-次長-総務部長であった。

新憲法下における行政機構、公務員制度、行政運営改革を調査、研究、立案する。
- 1946年12月28日、総理庁に統計委員会を設置。
- 1947年5月21日、行政調査部総裁には国務大臣を充てることを法定。
- 1947年9月1日、総理庁に中央行政監察委員会を設置。
- 1947年11月1日、臨時人事委員会（人事院の前身組織）発足に伴い、行政調査部の所掌事務のうち公務員制度に関する事項を移管。
- 1948年7月1日、行政調査部と中央行政監察委員会を統合し、総理庁に行政管理庁を設置。

行政管理庁長官には国務大臣をもって充てる。
- 1948年8月1日、総理庁に経済調査庁を設置。
- 1949年6月1日、国家行政組織法施行に伴い、行政管理庁は総理府の外局となる。

同時に、経済調査庁は経済安定本部の外局となる。
- 1952年8月1日、統計委員会および経済調査庁は行政管理庁に統合。行政管理庁に地方支分部局を設置。
- 1957年8月1日、国家行政組織法改正に伴い、大臣庁は省と同様の組織機構を有することができるようになり、行政管理庁次長に替えて行政管理事務次官を設置、内部部局として部に替えて局を設置。
- 1982年7月30日、第二次臨時行政調査会（第2次臨調）は総合管理庁（仮称）の設置構想を提言。

総理府人事局を行政管理庁に移管し、行政機関の組織・人事・定員管理を一元化する構想。
- 1983年7月15日、自由民主党行財政調査会の橋本龍太郎会長が総務庁設置を内容とする「橋本試案」を政府に提示。

総理府人事局のほか恩給局も広義の人事担当部局として移管の対象とする。
- 1983年9月2日、総務庁設置を閣議了解。

臨調提言や橋本案と異なり、人事・恩給の両局以外に統計局も合流させる内容。
新設庁での総理府出身者の発言力低下を不安視した総理府サイドが巻き返し、大部隊の統計局なども移管の対象に含めたもの。
- 1984年7月1日、総務庁発足。

## 幹部
総務庁発足前の人事。
- 事務次官：佐倉尚
- 総務審議官：古橋源六郎
- 行政管理局長：門田英郎
- 行政監察局長：竹村晟